# Жольєт
Жольє́т (фр. Joliette) — місто у провінції Квебек (Канада), розташоване на березі річки Ль'Ассомпсіон (L'Assomption). Столиця адміністративномого регіону Ланодьєр.

## Історія
Історія міста починається за часів Бартелемі Жольєт (Barthélemy Joliette), чоловіка Марії-Шарлоти Де Ланодьєр, чиї батьки були сеньйорами регіону (сеньйоріальна феодальна система проіснувала у Квебеку до 1854 року). З 1823 року Жольєт розвиває старий маєток Лавальтрі (Lavaltrie), будуючи лісопилки біля річки Ль'Ассомпсьон (L'Assomption).

## Клімат
Місто знаходиться у зоні, котра характеризується вологим континентальним кліматом з теплим літом. Найтепліший місяць — липень із середньою температурою 20.8 °C (69.5 °F). Найхолодніший місяць — січень, із середньою температурою -11.6 °С (11.2 °F).
| Клімат Жольєт           | Клімат Жольєт | Клімат Жольєт | Клімат Жольєт | Клімат Жольєт | Клімат Жольєт | Клімат Жольєт | Клімат Жольєт | Клімат Жольєт | Клімат Жольєт | Клімат Жольєт | Клімат Жольєт | Клімат Жольєт | Клімат Жольєт |
| Показник                | Січ.          | Лют.          | Бер.          | Квіт.         | Трав.         | Черв.         | Лип.          | Серп.         | Вер.          | Жовт.         | Лист.         | Груд.         | Рік           |
| Абсолютний максимум, °C | 12            | 11            | 20            | 32            | 34,5          | 35,5          | 35,5          | 37,2          | 33,5          | 27,2          | 19,5          | 13,5          | 37,2          |
| Середній максимум, °C   | −6,7          | −3,4          | 2,3           | 11,3          | 19,1          | 24,2          | 26,6          | 25,4          | 20,2          | 12,5          | 4,9           | −2,6          | 11,2          |
| Середня температура, °C | −11,6         | −8,6          | −2,7          | 5,9           | 13,1          | 18,4          | 20,9          | 19,6          | 14,8          | 7,8           | 1,2           | −6,7          | 6             |
| Середній мінімум, °C    | −16,3         | −13,8         | −7,7          | 0,6           | 7,1           | 12,5          | 15,1          | 13,8          | 9,3           | 3             | −2,5          | −10,8         | 0,8           |
| Абсолютний мінімум, °C  | −36,7         | −36,1         | −29           | −16           | −6            | 0,5           | 5             | 1,7           | −3,5          | −8,3          | −21,1         | −33           | −36,7         |
| Норма опадів, мм        | 77.5          | 60.7          | 65.8          | 83.5          | 84.4          | 106.7         | 90.3          | 90.2          | 94.7          | 91.6          | 96.2          | 77.8          | 1019.3        |
| Днів з опадами          | 12            | 9,1           | 9,6           | 9,8           | 10,8          | 11,1          | 11,1          | 10,7          | 10,6          | 11,1          | 12            | 12,3          | 130,2         |
| Днів з дощем            | 2,7           | 2             | 4,7           | 9,3           | 10,9          | 11,4          | 11,2          | 10,4          | 9,7           | 11            | 9,6           | 3,1           | 96            |
| Днів зі снігом          | 10,2          | 7,8           | 4,8           | 1,6           | 0,1           | 0             | 0             | 0             | 0             | 0,4           | 3,4           | 9,6           | 37,9          |
| ----------------------- | ------------- | ------------- | ------------- | ------------- | ------------- | ------------- | ------------- | ------------- | ------------- | ------------- | ------------- | ------------- | ------------- |
| Джерело: Weatherbase    |               |               |               |               |               |               |               |               |               |               |               |               |               |